# فرانك دارين
فرانك دارين (Frank Darien) ممثل أمريكي ( 18 مارس  1876 - 20 أكتوبر 1955 ) ظهر في 225 فيلم بين عامي 1915 و1951.

## أفلام مختارة
- I Take This Woman  [لغات أخرى]‏ (1931)
- The Miracle Man  [لغات أخرى]‏ (1932)
- Professional Sweetheart (1933)
- Marie Galante  [لغات أخرى]‏ (1934)
- Service With a Smile  [لغات أخرى]‏ (1934) early التصوير بالألوان short
- Jim Hanvey, Detective (1937)
- Love Finds Andy Hardy (1938)
- Prison Break (1938)
- Long Shot  [لغات أخرى]‏ (1939)
- عناقيد الغضب 1940
- King of the Texas Rangers (1941)
- Hellzapoppin' (1941)
- The Panther's Claw (1942)
- Nothing but Trouble  [لغات أخرى]‏ (1944)
- The Fabulous Suzanne (1946)
- The Whip Hand (1951)

## روابط خارجية
- فرانك دارين على موقع IMDb (الإنجليزية)
- فرانك دارين على موقع ألو سيني (الفرنسية)
- فرانك دارين على موقع أول موفي (الإنجليزية)
- فرانك دارين على موقع قاعدة بيانات برودواي على الإنترنت (الإنجليزية)
- فرانك دارين على موقع قاعدة بيانات الأفلام السويدية (السويدية)
- فرانك دارين على موقع قاعدة بيانات الفيلم (الإنجليزية)
- فرانك دارين على موقع كينوبويسك (الروسية)

```
http://www.imdb.com/name/nm0201227/
```